# VIII. Szobekhotep
VIII. Szobekhotep (uralkodói nevén Szehemré Szeuszertaui) ókori egyiptomi uralkodó, valószínűleg a thébai XVI. dinasztia harmadik fáraója, aki Felső-Egyiptom egyes részei fölött uralkodott a második átmeneti korban, de az is lehet, hogy a XIII. vagy a XVII. dinasztia egyik királya. Amennyiben a XVI. dinasztiához tartozott, úgy a torinói királylista tizenhat évnyi uralkodási időt tulajdonít neki, i. e. 1650-től, Egyiptom hükszoszok általi megszállásától kezdődően.

## Helye a kronológiában
A torinói királylista több uralkodót is említ Szehemré […] néven; a 11. oszlop 2. sorában lévő, Szehemré nevű uralkodó Kim Ryholt és Darrell Baker szerint Szehemré Szeuszertauira, azaz VIII. Szobekhotepre utal. Amennyiben ez az azonosítás helyes, úgy VIII. Szobekhotep tizenhat éven át uralkodott és a XVI. dinasztia harmadik királya volt, Dzsehuti utóda és III. Noferhotep elődje, bár nem tudni pontosan, milyen kapcsolatban állt velük. Ryholt a második átmeneti kori uralkodók kronológiájának rekonstruálásakor VIII. Szobekhotep uralkodását i. e. 1645 és 1629 közé tette, nem sokkal azutánra, hogy a hükszosz XV. dinasztia átvette a hatalmat a Nílus-deltában és Memphisz városában, és ezzel a XIII. dinasztia bukását okozta.
Korábbi tanulmányokban, például Jürgen von Beckerath és Labib Habachi írásaiban Szobekhotepet a XIII. dinasztia egyik királyának tartották.

## Említései
VIII. Szobekhotep egyetlen kortárs említése egy sztélé, melyet a karnaki templomban, Ámon templomkörzetében találtak, a harmadik pülónba építve. A sztélét akkor használták a pülónt kitöltő építőanyag részeként, amikor III. Amenhotep nagyobb munkálatokat folytatott itt. A sztélé VIII. Szobekhotep negyedik uralkodási évében, az epagomenális napokban (az év utolsó öt napján) keletkezett, és arról számol be, mit tett az uralkodó egy templomban (valószínűleg a karnakiban) egy hatalmas áradás idején:

„(Élet adassék) Ré fiának, Szobekhotepnek, a nagy áradás kedveltjének, aki örökké éljen. Negyedik év, semu évszak negyedik hava, epagomenális napok, ennek az istennek a fennhatósága alatt, ki örökké éljen. Őfelsége elment ennek a templomnak a csarnokához, Őfelsége eljött ennek a templomnak a csarnokához, mely tele volt vízzel. Ezután őfelsége a vízbe gázolt […]”

John Baines szerint, aki tanulmányozta a sztélét, azzal, hogy elment az elárasztott templomhoz, a király a világ teremtését játszotta újra: Ámon-Ré, a teremtő isten cselekedetét utánozta – akit a sztélé ikonográfiája összefüggésbe hoz az uralkodóval –, és megparancsolta a vizeknek, hogy húzódjanak vissza az ősdombtól.

## Fordítás
- Ez a szócikk részben vagy egészben  a   Sobekhotep VIII című angol Wikipédia-szócikk ezen változatának fordításán alapul.  Az eredeti cikk szerkesztőit annak laptörténete sorolja fel. Ez a jelzés csupán a megfogalmazás eredetét és a szerzői jogokat jelzi, nem szolgál a cikkben szereplő információk forrásmegjelöléseként.